# Europa Plus
Europa Plus (în rusă Европа Плюс, transliterat: Evropa Plius) este unul din principalele posturi de radio comerciale private din Rusia. Fondată pe 30 aprilie 1990, stația aparține grupului Média Plus a cărui acționar principal este grupul media francez Lagardère Active.

Logo-ul anterior

Europa Plus difuzează muzică în format contemporan și frecvențele sale acoperind principalele orașe mari din Rusia: Moscova, Sankt Petersburg, Samara, Vladimir, Nijni Novgorod; dar și în majoritatea orașelor mari din spațiul post-sovietic (în special din Armenia, Azerbaidjan, Belarus, Ucraina, Republica Moldova, Kazahstan, Kirghistan, Letonia și Uzbekistan, cu frecvențe specifice pentru fiecare țară).